# Mihai Obageanu
{{Infocaseta Militar|nume=Mihai Obogeanu|data_nașterii=10 octombrie 1873|loculnașterii=|data_decesului=|loculdecesului=|studii=|grad=Sublocotenent (1886)
Locotenent (1891)
Căpitan (1897)
Maior (1907)
Locotenent-colonel (1914)
Colonel (1916):p. 4|comanda=1916-1919 - comandant al [[Regimentul 41 Infanterie 
 - comandant al Brigada 1 Infanterie
1918|bătălii=Al Doilea Război Balcanic (1913)
Primul război mondial (1916-1918)
|Operațiile militare postbelice]] (1918-1920)|părinți=|căsătorit=|copii=|monarh=Ferdinand I|prim_ministru=|început=|sfârșit=|predecesor=|succesor=|funcție1=|început1=|monarh1=|prim_ministru1=|sfârșit1=|predecesor1=|succesor1=|naționalitate= România}}Mihai Obogeanu (n. 10 octombrie 1873 - d. ?) a fost unul dintre ofițerii Armatei României, care a exercitat comanda unor mari unități și unități militare, pe timp de război, în perioada Primului Război Mondial și operațiilor militare postbelice.
A îndeplinit funcția de comandant de brigadă în anul 1918.

## Cariera militară
Mihai Obogeanu a ocupat diferite poziții în cadrul unităților de infanterie ale armatei române, avansând până în anul 1907 la gradul de maior. A fost locotenent-colonel în 1916, colonel în 1917 și general de brigade în 1918.
În perioada Primului Război Mondial a îndeplinit funcția de comandant al Regimentului 41 Infanterie.:p. 240, 288
În cadrul acțiunilor militare postbelice, a comandat Divizia 1 Infanterie în timpul operației ofensive la vest de Tisa.:p. 311

## Decorații
- Ordinul „Coroana României”, în grad de ofițer (1912). [1]:p. 444